# Andrea Molaioli
Andrea Molaioli, né en 1967 à Rome dans la région du Latium (Italie), est un réalisateur et scénariste italien.

## Biographie
Assistant de différents réalisateurs dont Nanni Moretti sur trois films, il débute à la réalisation avec le film La Fille du lac (La ragazza del lago) adapté d’un roman de Karin Fossum. Multi-primé, le film est un succès commercial et critique. Inspiré par le scandale de la société Parmalat, il réalise en 2011 L'Empire des Rastelli (Il gioiellino) sur un scénario dont il est également l’auteur.

## Filmographie

### Comme réalisateur

#### Au cinéma
- 2007 : La Fille du lac (La ragazza del lago)
- 2011 : L'Empire des Rastelli (Il gioiellino).

#### À la télévision
- 2001 : I Diari della Sacher : épisode Bandiera Rossa e Borsa Nera.
- 2020 : La disparue du lac noir (Bella da morire)

### Comme scénariste
- 2011 : L'Empire des Rastelli (Il gioiellino).

### Autres travaux
- 1989 : Palombella rossa de Nanni Moretti
- 1991 : Caldo soffocante de Giovanna Gagliardo
- 1991 : Il muro di gomma de Marco Risi
- 1993 : Mille bolle blu de Leone Pompucci
- 1993 : Journal intime (Caro Diario) de Nanni Moretti
- 1994 : Padre e figlio de Pasquale Pozzessere
- 1998 : Aprile de Nanni Moretti
- 1998 : L'estate di Davide de Carlo Mazzacurati
- 2001 : La Chambre du fils (La Stanza del Figlio) de Nanni Moretti.

## Récompenses
Pour La Fille du lac (La ragazza del lago) :
- Ruban d'argent du meilleur nouveau réalisateur en 2008
- David di Donatello du meilleur réalisateur en 2008
- David di Donatello du meilleur réalisateur débutant en 2008
- Insigne de Cristal du Meilleur scénario en 2008
- Globe d'or du meilleur premier long métrage en 2008
- Ciak d'oro de la meilleure première œuvre en 2008.